# 스키피오 아프리카누스
푸블리우스 코르넬리우스 스키피오 아프리카누스(Publius Cornelius Scipio Africanus, 기원전 235년 ~ 기원전 183년), 약칭 대 스키피오(大 Scipio)는 제2차 포에니 전쟁에서 싸운 로마측의 장군이다.

## 개요
명문 스키피오 가에서 출생하였다. 기원전 204-202년 제2차 포에니 전쟁 중 한니발의 군대를 아프리카의 자마 전투에서 격파한 것으로 유명하며, '아프리카누스'라는 칭호는 이것을 기념하여 붙은 것이다.
그는 한니발을 격파하기 전에 아버지 스키피오와 함께 17세 때 티키누스 전투와 트레비아강 전투에서 아버지를 구출했고 그 뒤 기원전 211년 24세의 나이로 라일리우스와 더붙어 히스파니아 방면 지휘관으로 2만 5천 명과 함께 파견되어 도망병을 수습해서 바이쿨라 전투에서 승리를 거두었다.
이후 여러 차례 히스파니아의 한니발 군을 물리치고 일리파 전투에서 히스파니아 총독인 마고 휘하 7만 4천 대군을 겨우 5만 8천으로 격파하여 완전히 정복하고 기원전 206년 귀국해서 이듬해 겨우 30세라는 이례적인 나이로 집정관에 올라 기원전 204년 3만 8천의 군대를 거느리고 아프리카로 진군해서 자마 전투에서 가장 큰 승리를 거두면서 카르타고의 항복 조약을 이끌어냈다. 귀국한 스키피오는 기원전 199년 감찰관으로 선출되어 기원전 195년까지 감찰관을 지냈다.
기원전 194년과 기원전 190년 실질적인 집정관이 되어서 안티오코스군을 마그네시아 전투에서 그들을 물리쳤다. 기원전 190년 시리아 원정에서도 공을 세웠고, '노(老) 스키피오'로서 유명하다. 그는 새 전술의 채용, 무기 개량 등으로 종래의 로마의 전법을 새롭게 하였다. 싸움에서 늘 승리하여 알렉산더의 재현이라고 존경을 받았다. 스키피오 아프리카누스는 자마 전투에서 한니발을 물리친 뒤로부터 로마 원로원의 제일인자인 '프린켑스'를 15년 동안 지냈다.
그 후 기원전 184년 정적인 자신을 제거하려는 대 카토의 음모로 동생이 쓴 500 탈렌트의 사용처를 추궁받으며 고발되었다가 결국에는 원로원에서 물러났으며 이듬해 52세로 죽었다. 자신이 살린 조국에 의해 고발당하자 화난 스키피오 아프리카누스는 "배은망덕한 조국이여, 그대는 나의 뼈를 갖지 못할 것이다."라고 하며 가족 묘지에 묻히기를 거부하는 유언을 남겼다.